# 438
| [ Edytuj tabelę ] |                                  |
| Cesarz Bizancjum  | - 408 Teodozjusz II 450          |
| Król Franków      | - 426 Klodian 447                |
| Władca Guptów     | - 414 Kumaragupta 455            |
| Chan Hunów        | - 434 Bleda 445 - 434 Attyla 453 |
| Władca Korei      | - 413 Changsu 491                |
| Król Munsteru     | - 431 Nad Froích 453             |
| Papież            | - 432 Sykstus III 440            |
| Król Persji       | - 420 Bahram V 439               |
| Cesarz Rzymu      | - 425 Walentynian III 455        |
| Król Wandalów     | - 428 Genzeryk 477               |
| Król Wizygotów    | - 419 Teodoryk I 451             |

Rok 438 / CDXXXVIII
stulecia: IV wiek ~
V wiek ~
VI wiek

lata: 428 «
433 «
434 «
435 «
436 «
437 «
438
» 439
» 440
» 441
» 442
» 443
» 448

## Wydarzenia
- 15 lutego – komisja powołana przez cesarza Teodozjusza II wydała Kodeks Teodozjański.

- Koniec panowania Bahrama V, władcy Persji z dynastii Sasanidów
- Podniesiono Rawennę do rangi stolicy arcybiskupiej